# Allium sanbornii
Allium sanbornii là một loài thực vật có hoa trong họ Amaryllidaceae. Loài này được Alph.Wood mô tả khoa học đầu tiên năm 1868.